# Casuarina Islets
Casuarina Islets är en ö i Australien. Den ligger i delstaten South Australia, omkring 210 kilometer sydväst om delstatshuvudstaden Adelaide. Arean är 0,13 kvadratkilometer.